# روبن فيريرا
روبن فيريرا (بالبرتغالية: Rúben Ferreira‏) هو لاعب كرة قدم برتغالي في مركز الدفاع، ولد في 17 فبراير 1990 في فونشال في البرتغال. شارك مع منتخب البرتغال تحت 16 سنة لكرة القدم ومنتخب البرتغال تحت 17 سنة لكرة القدم ومنتخب البرتغال تحت 18 سنة لكرة القدم ومنتخب البرتغال تحت 21 سنة لكرة القدم. أما مع النوادي، فقد لعب مع نادي ماريتيمو.

## وصلات خارجية
- روبن فيريرا على موقع الاتحاد الأوربي (الإنجليزية)
- روبن فيريرا على موقع قاعدة بيانات كرة القدم.إي يو (الإنجليزية)
- روبن فيريرا على موقع Soccerway.com (الإنجليزية)
- روبن فيريرا على موقع AS.com (الإسبانية)